# 弗兰克·惠特尔
弗兰克·惠特尔爵士（英語：Sir Frank Whittle，1907年6月1日—1996年8月9日），英国皇家空军准將， 航空发动机工程师，与德国人汉斯·冯·奥海恩分别独立设计了喷射发动机。

## 生平

### 早期生活
1907年，惠特尔出生于英国考文垂。在他15岁时，他即立志要加入英国皇家空军。他于1923年1月，他通过了空军入学考试，并于当年9月起，开始了为期3年的飞机机械师培训课程。

### 发明喷气发动机
1926年，他开始在林肯郡的英国皇家空军克兰威尔学院进行飞行员培训。学院要求每一位学生在毕业前，完成一篇设计论文，而惠特尔决定写的课题是“飞机设计的未来发展”（英語：Future Developments in Aircraft Design），特别是在高海拔以超过500英里每小时的速度飞行。他认为，依照当时的螺旋桨飞机作渐进式改进是不可能达到这样的要求的，他提出了一种使用电动机的方案，使用常规的往复活塞式内燃机来提供压缩的空气，而燃烧产生的高温高压气体则产生推力 ，这种方案即今日所称的熱噴射引擎。惠特尔不是第一个提出这种想法的人，他想要表明的是，这种设计特别适合于高海拔而空气稀薄的地区。
自1928年毕业后，他继续进行热喷射引擎的研究，并提出了一种新的飞机发动机概念。他希望使用涡轮来取代往复活塞式内燃机。首先吸入空气，然后将空气压缩并燃烧，最后将高速气体喷出用以驱动飞机，而另一部分气体可通过涡轮机来驱动压缩机。这种设计就是后来所称的涡轮喷气发动机。在1930年，他获得了这种发动机的专利，不过空军部门并不感兴趣。
1932年，惠特尔前往英国皇家空军亨洛基地学习，1934年，他进入剑桥大学彼得学院，并于1936年以优异的成绩毕业。
在1935年时，前英国皇家空军军官Rolf Dudley-Williams和James Collingwood Tinling得知了惠特尔的喷气发动机专利，和他进行接触并帮助融资，并希望他继续喷气发动机的研究工作。之后他们找到了数名投资者，并于1936年1月成立了名为Power Jets的公司，而惠特尔仍然是一个全职的英国皇家空军军官，他当时的头衔是“荣誉首席工程师和技术顾问”（英語：Honorary Chief Engineer and Technical Consultant）。

### 飞机开发
1937年4月，他进行了发动机的第一次测试工作。1938年3月，测试结果已经相当令人满意。在二战爆发后，英国皇家空军开始建造喷气式飞机，这一工程进展迅速，1940年12月14日，飞机进行了第一次滑跑试验。
1941年4月11日，名为Gloster E.28/39的试验飞机成功进行了试飞。这架飞机使用 Whittle Supercharger Type W.1发动机，以煤油为燃料，推力达到3.8千牛。英国皇家空军的试飞员进行了17分钟的测试飞行，飞机的最高速度达到每小时545公里。在数天的测试后，飞机的时速达到了600公里每小时。
1942年，弗兰克·惠特尔前往美国，为通用电气的喷气发动机项目提供技术支持，参与了P-59戰鬥機的研发。之后，他回到英国，为劳斯莱斯公司工作。

### 晚年
惠特尔于1948年退休，后来成为了一名顾问。在1976年，他移居到美国，作为一名教授在美国海军学院工作。
1996年8月9日，惠特尔在家中因肺癌而逝世。